# Haus Stephani
Haus Stephani bzw. Winzerhaus Stephani ist eines der Winzerhäuser der Lößnitz, es steht im Radebeuler Stadtteil Niederlößnitz in der Winzerstraße 80. Es ist seit 1931 benannt nach der seinerzeitigen Besitzerin Manuelitta verwitwete Stephani.

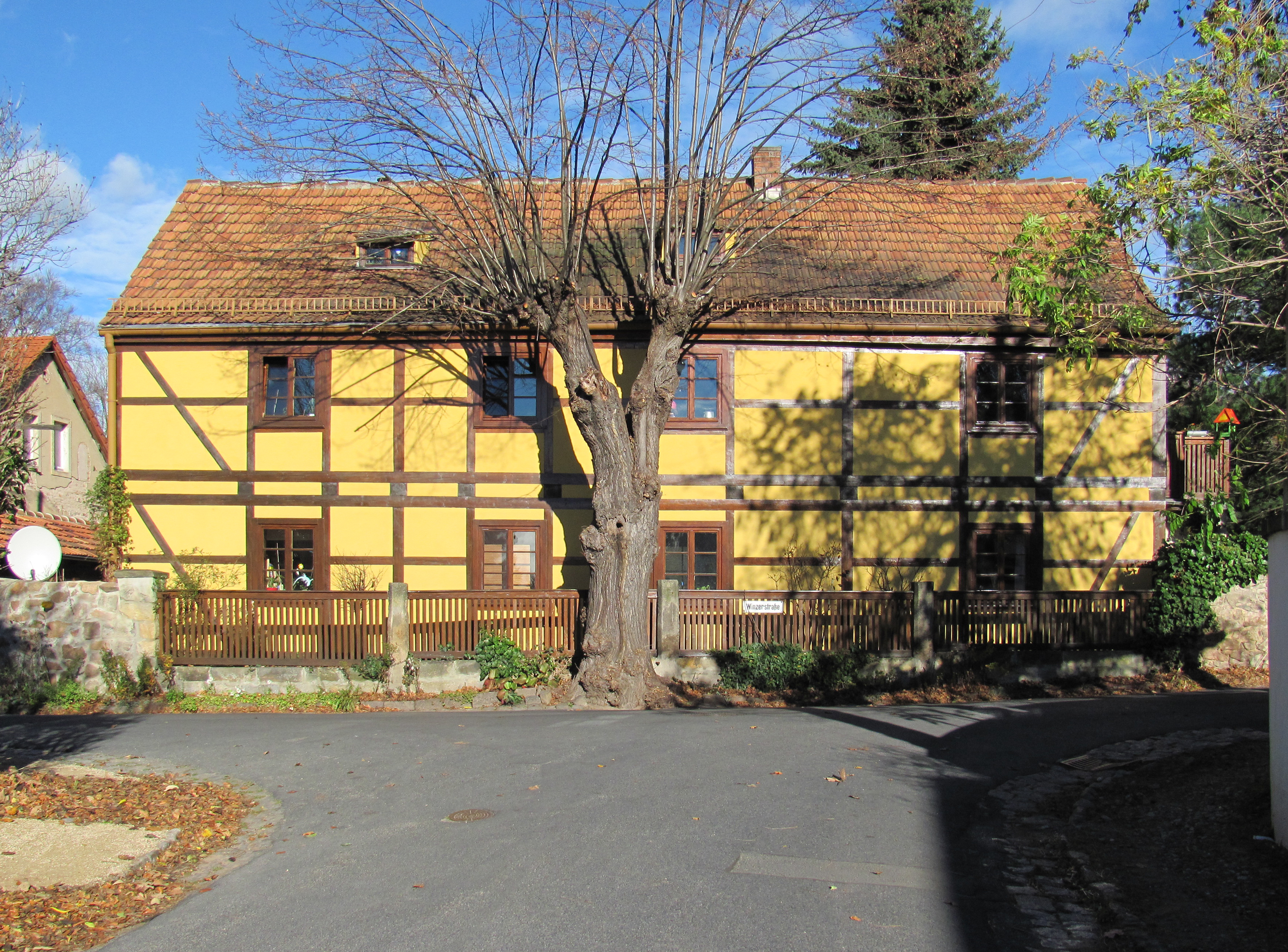
Haus Stephanie

Das mitsamt seiner historischen Einfriedung und Toreinfahrt seit mindestens 1973 unter Denkmalschutz stehende Winzerhaus gilt als „Zeugnis für den jahrhundertelangen Weinbau in der Lößnitz“.

## Beschreibung

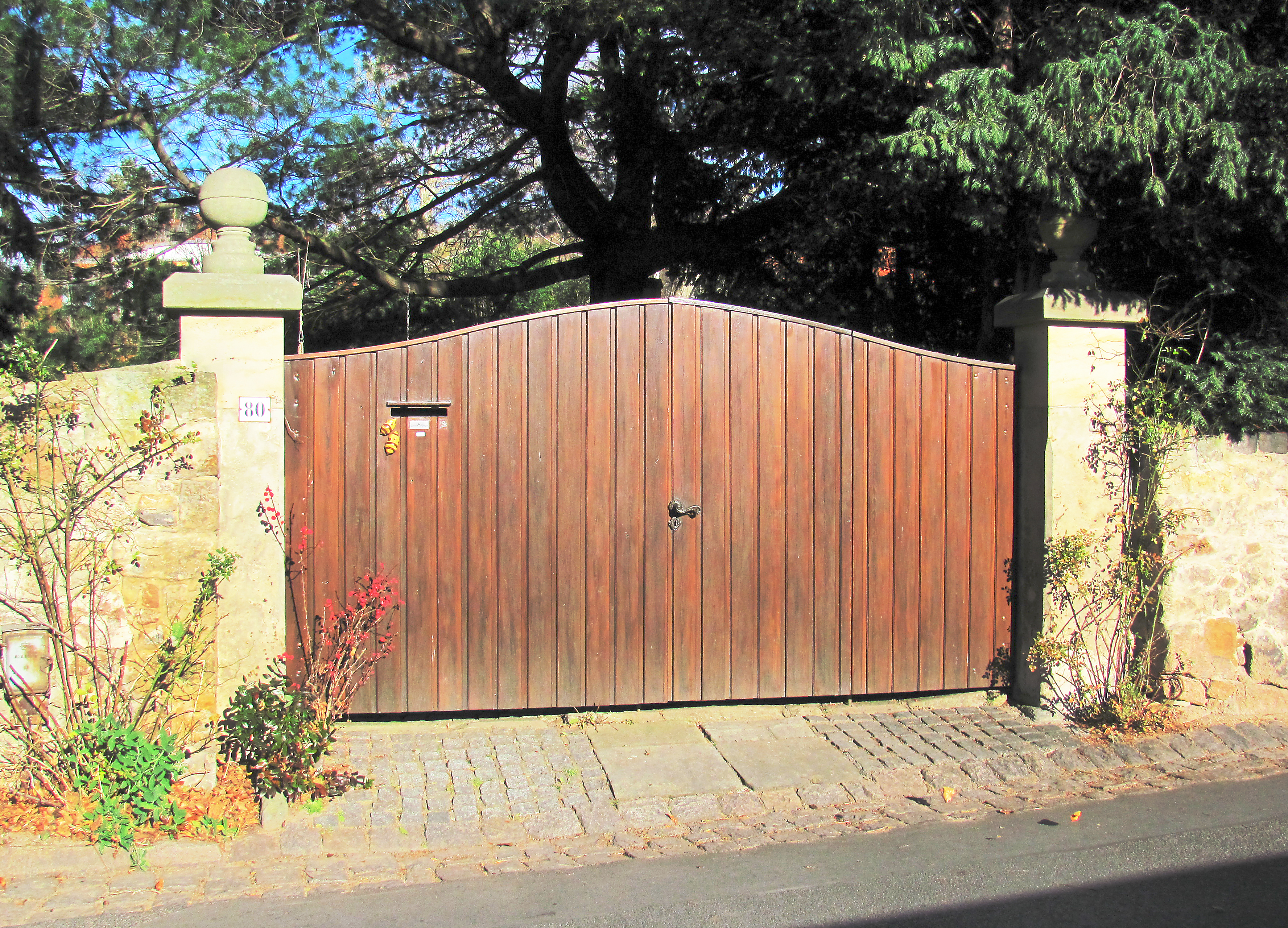
Haus Stephanie, Toreinfahrt

Das Wohnhaus steht traufständig direkt in der Straßenflucht der Winzerstraße, die mit einer Mauer verbundene Toreinfahrt ein Stück weiter rechts daneben. Das recht niedrig wirkende Gebäude hat ein „eher untypisch“ wirkendes, flach geneigtes Satteldach mit Ziegeldeckung. Das Erdgeschoss ist im Allgemeinen massiv aufgeführt, das Obergeschoss ist aus Fachwerk. Auch das straßenseitige Erdgeschoss ist fachwerksichtig.
Vor der rechten Giebelseite steht ein massiver Vorbau mit einer korbbogigen Öffnung, die in einen gewölbten Weinkeller führt. Oben auf dem Vorbau befindet sich ein Austritt mit einer hölzernen Brüstung.
Im Innenhof steht rechtwinklig zum Haupthaus ein langgestrecktes, eingeschossiges Nebengebäude mit Satteldach, ehemals für eine Zimmerei.
Die Toreinfahrt in der geschützten Bruchstein-Einfriedung besteht aus kräftigen Torpfeilern mit Deckplatten und Kugelköpfen, dazwischen ein Holztor.

## Geschichte

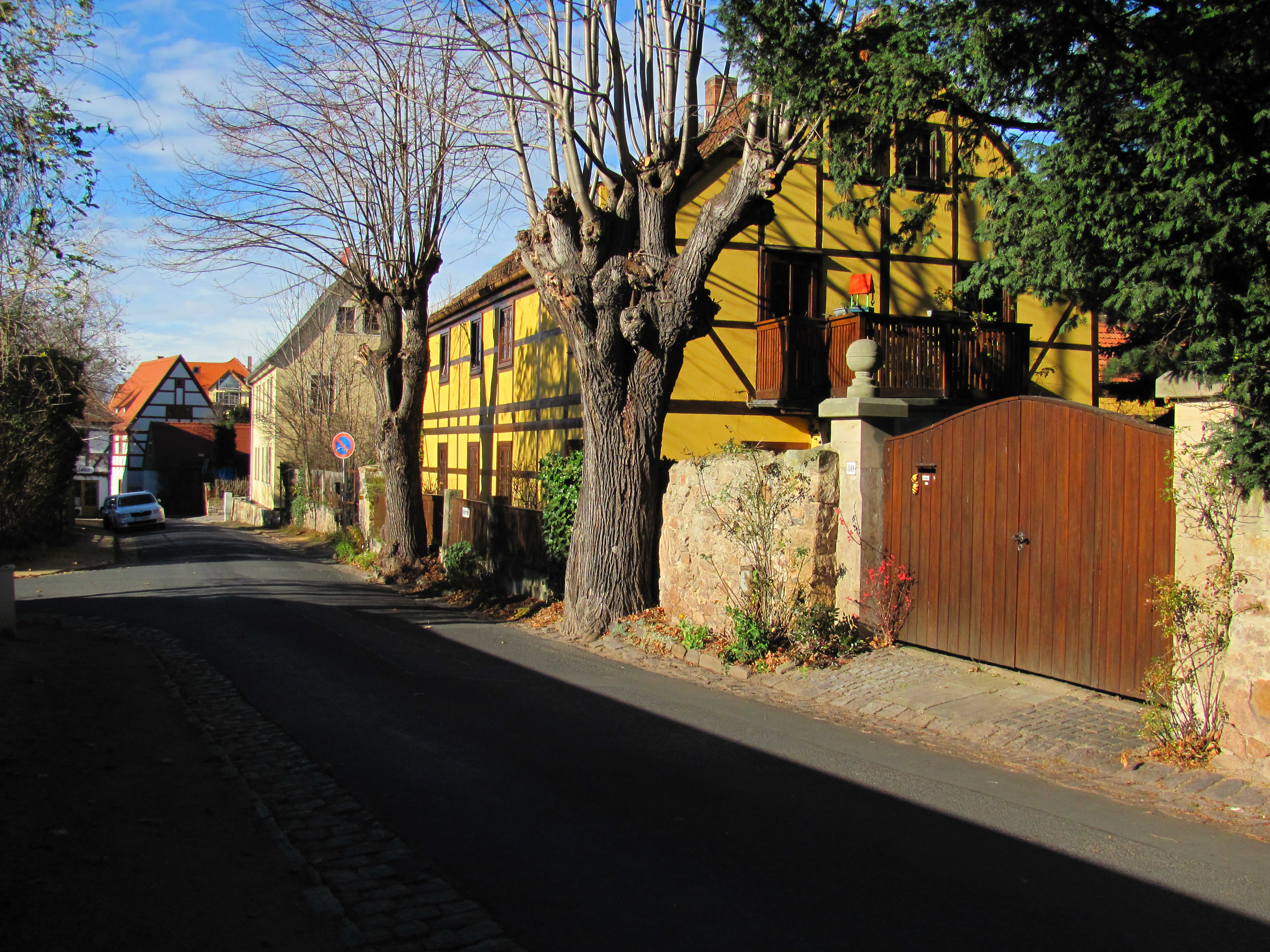
Westliche Winzerstraße: Haus Stephanie mit Einfriedung, Haus Richter, Winzerhaus Winzerstraße 84, Haus Lotter (von re. nach li.)

Im Jahr 1696 erwarb Andreas Grünberg das Anwesen, verkaufte es jedoch bereits 1701 weiter an den Bergverwalter Christian Trömer. Das Anwesen wurde 1796 durch Gregor Schöner übernommen, der um 1800 das heutige Winzerhaus errichtete.
Der Zimmermann Julius Grafe beantragte 1879, auf seinem Grundstück ein Wohnhaus nebst Werkstatt errichten zu dürfen. Das Wohnhaus wurde in der Folgezeit nicht gebaut, jedoch das nach Norden auf der straßenabgewandten Seite liegende Nebengebäude.
Im Jahr 1931 ging das Grundstück an Manuelitta Stephani, von der sich heute noch der Häusername herleitet.
Nachdem das Gebäude in den 1980er Jahren zunehmend verfiel, konnte es Mitte der 1990er Jahre gerettet und von Grund auf saniert werden. Im Zuge der Sanierung erhielt das Gebäude im Obergeschoss eine getrennt stehende, vorgestellte Fachwerkwand, die das Aussehen prägt.